# Émile Loubon

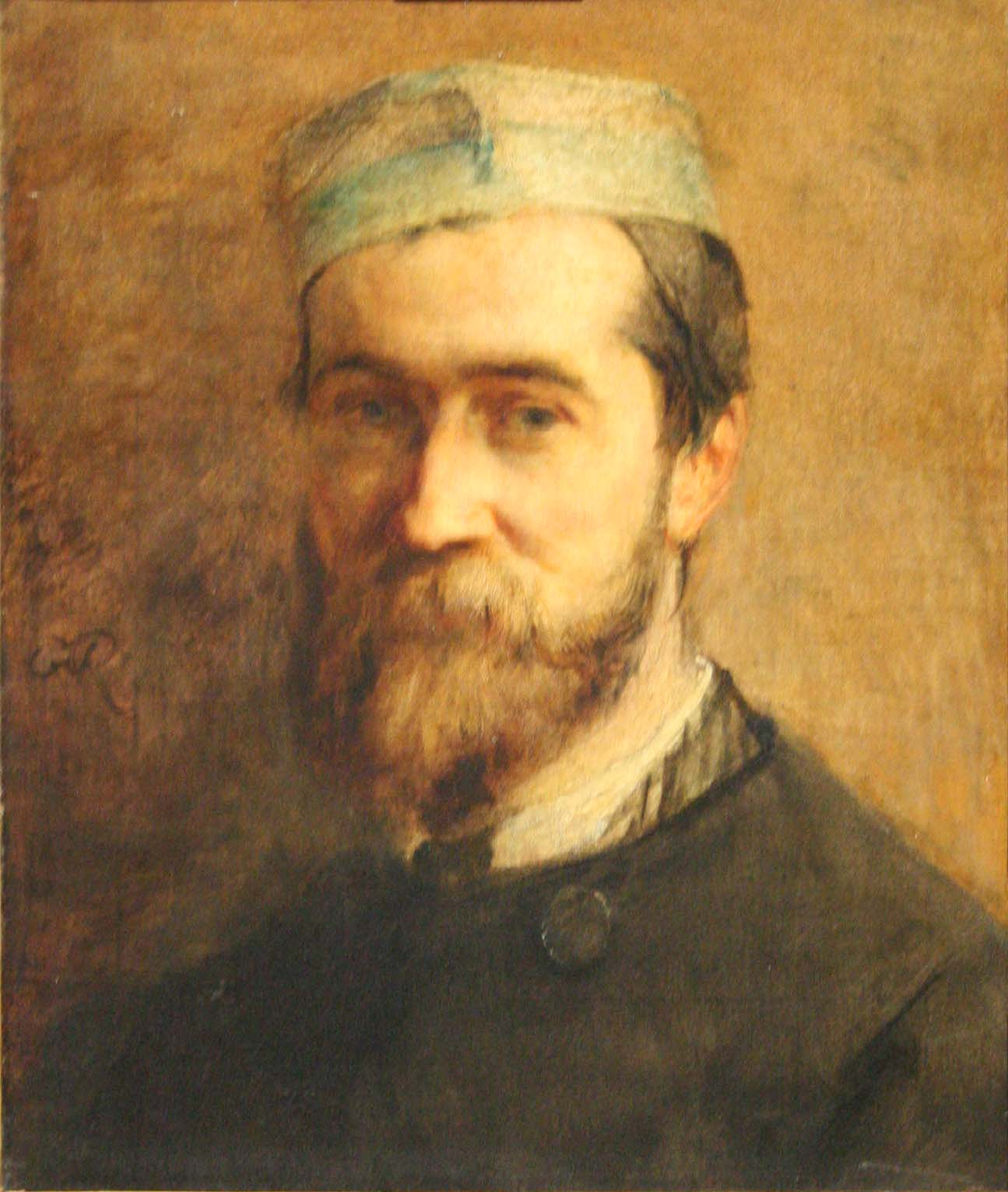
Bildnis Émile Loubon, Gemälde von Louis Gustave Ricard

Émile Charles Joseph Loubon (geboren am 12. Januar 1809 in Aix-en-Provence; gestorben am 3. Mai 1863 in Marseille) war ein französischer Maler. Er ist vor allem für die Darstellung seiner provenzalischen Heimat bekannt.

## Leben und Werk
Émile Loubon kam 1809 als Sohn des Kaufmanns Noël Augustin François Loubon und seiner Frau Anne-Thérèse, geborene Michel, in Aix-en-Provence zur Welt. Seine künstlerische Ausbildung erhielt er bei Jean-Antoine Constantin und bei Louis Mathurin Clérian, dem Direktor der Zeichenschule (École de dessin) von Aix. 1829/1830 hielt er sich mit dem aus Aix stammenden Maler François-Marius Granet in Rom auf. Loubon schuf in Italien vor allem Landschaftsskizzen und Architekturstudien, die später als Vorlage für zahlreiche Gemälde dienten.

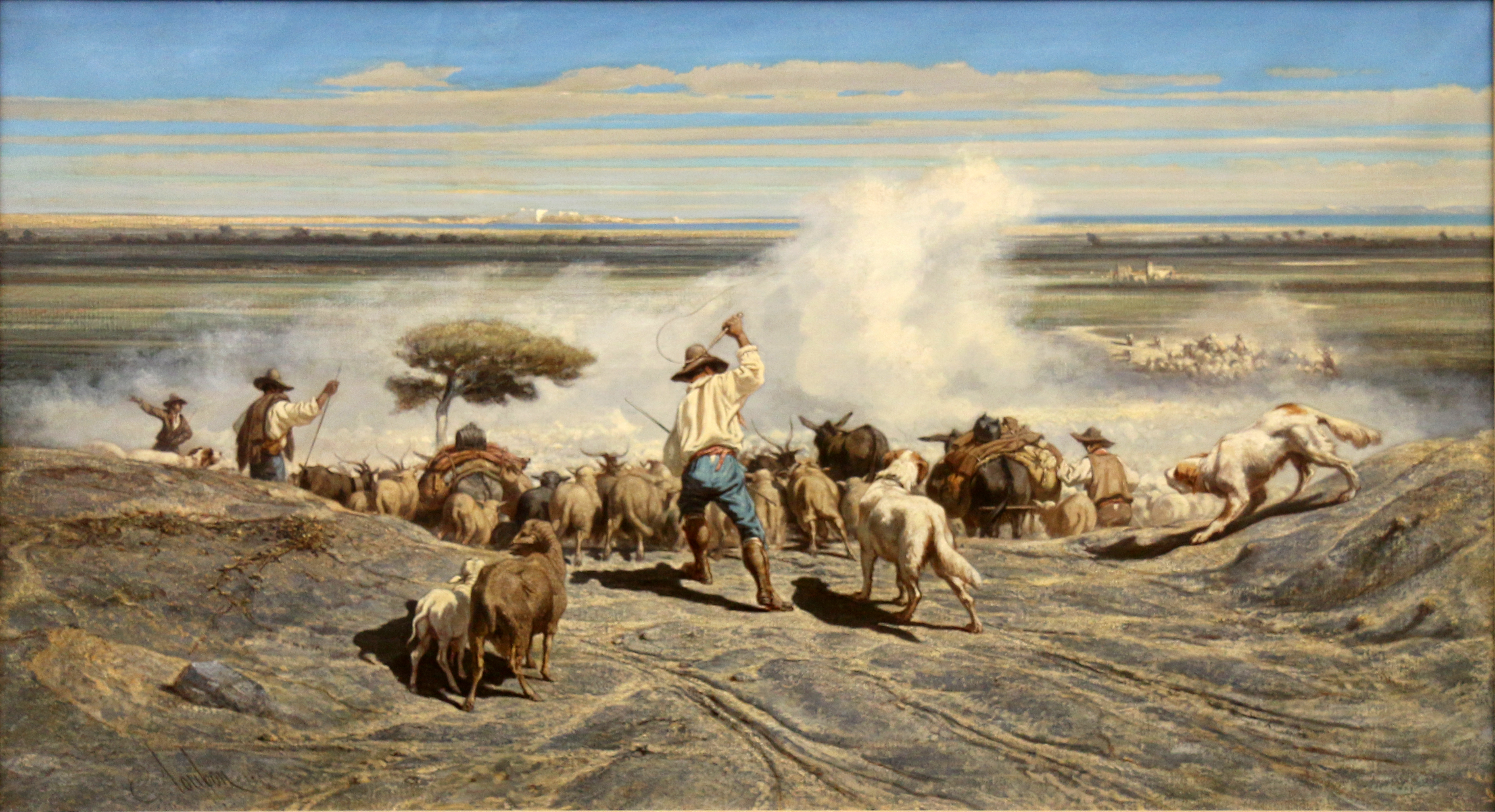
Émile Loubon: Retour de troupeau („Rückkehr der Herde“)

1831 ließ sich Loubon in Paris nieder, wo er ein komfortables Atelier unterhielt. Hier traf er Künstlerkollegen wie Camille Corot und andere Maler der Schule von Barbizon. Vor allem Constant Troyon übte besonderen Einfluss auf ihn aus. Neben Gemälden entstanden ab 1832 auch Lithografien und Radierungen, ab 1840 war Loubon zudem als Illustrator tätig. Neben italienischen Motiven malte er provenzalische Landschaften, die er ab 1833 auch im Salon de Paris ausstellte.
Loubon kehrte 1845 in die Provence zurück, wo er sich zunächst bei der Familie in Aix aufhielt. Noch im selben Jahr übernahm er in Marseille die Stelle als Direktor der Zeichenschule (École gratuite de dessin). Im Folgejahr begründete er die Societe des amis des arts de Marseille („Gesellschaft der Kunstfreunde von Marseille“), die fortan jährlich Kunstausstellungen veranstaltete. Hierzu lud er auch seine Künstlerfreunde aus Paris ein, deren Arbeiten auf die provenzalischen Maler nachhaltig wirkten. 1847 folgte Loubons Aufnahme in die Académie des Sciences, Lettres et Arts de Marseille. 1855 erhielt er die Ernennung zum Ritter der Ehrenlegion.

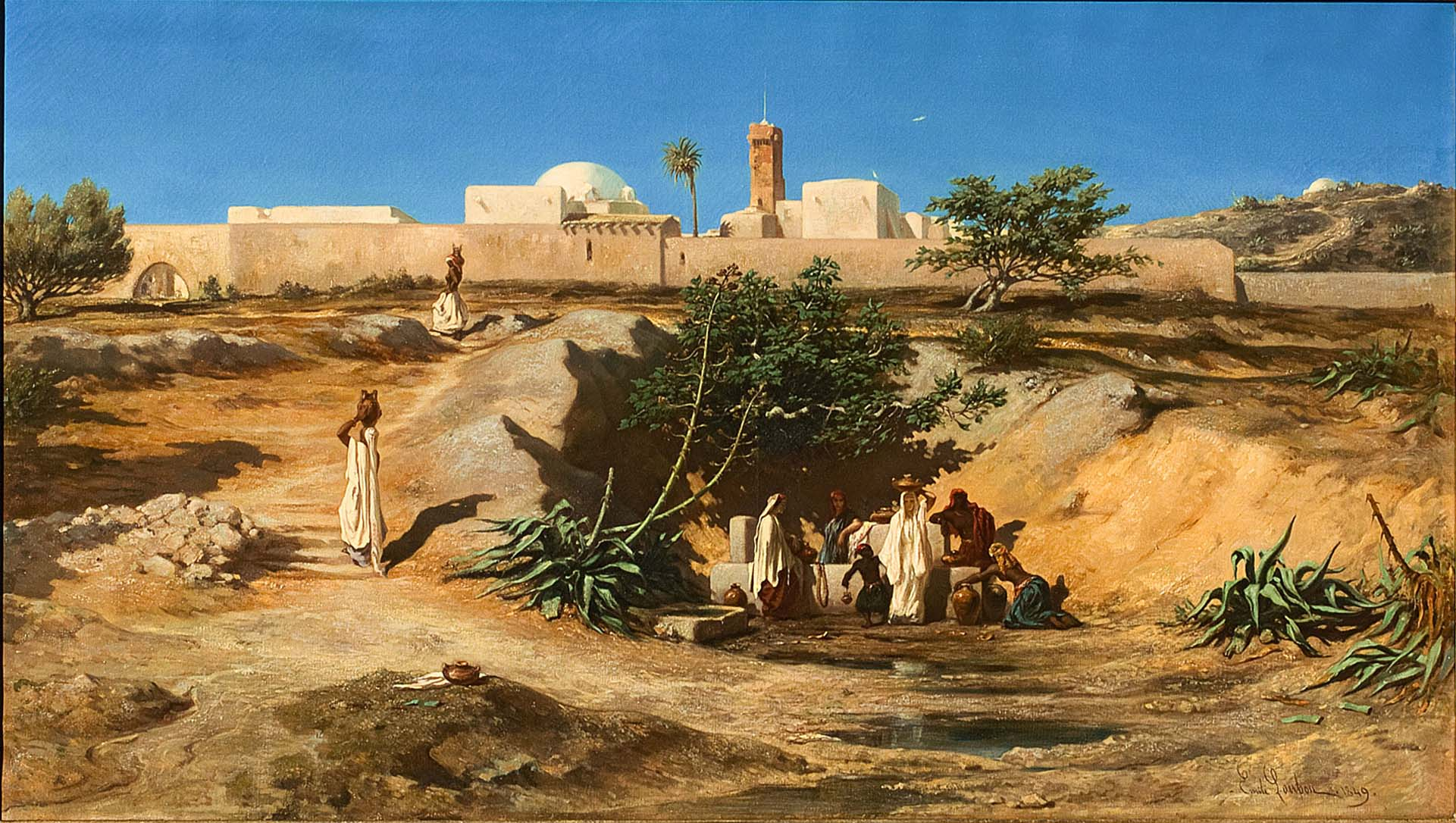
Émile Loubon: Nazareth

Nach einer Palästinareise 1849 malte Loubon eine Reihe von orientalischen Motiven. Daneben schuf er auch einzelne Historienbilder, religiöse Motive und Porträts. Bekannt ist er aber vor allem für seine Landschaftsbilder aus der Provence. Diese Bilder sind gekennzeichnet durch eine geschickte Lichtführung, die das Farbspektrum des Südens mit seinen Ockertönen unterstreicht und einen Bildaufbau, bei dem der Blick meist in die Ferne gerichtet ist. Häufig finden sich in den Landschaftsbildern von Trockenheit gezeichnete Böden und Tierherden. Loubon gilt als Begründer der provenzalischen Landschaftsmalerei, der École provençale. Er hatte wesentlichen Einfluss auf andere Maler wie Marius Engalière, Auguste Auguier, Paul Guigou, Prosper Grésy, und Adolphe Monticelli.
Émile Loubon starb nach langer Krankheit 1863. Sein Grab befindet sich auf dem Friedhof Saint-Pierre in Marseille.

## Werke in öffentlichen Sammlungen (Auswahl)

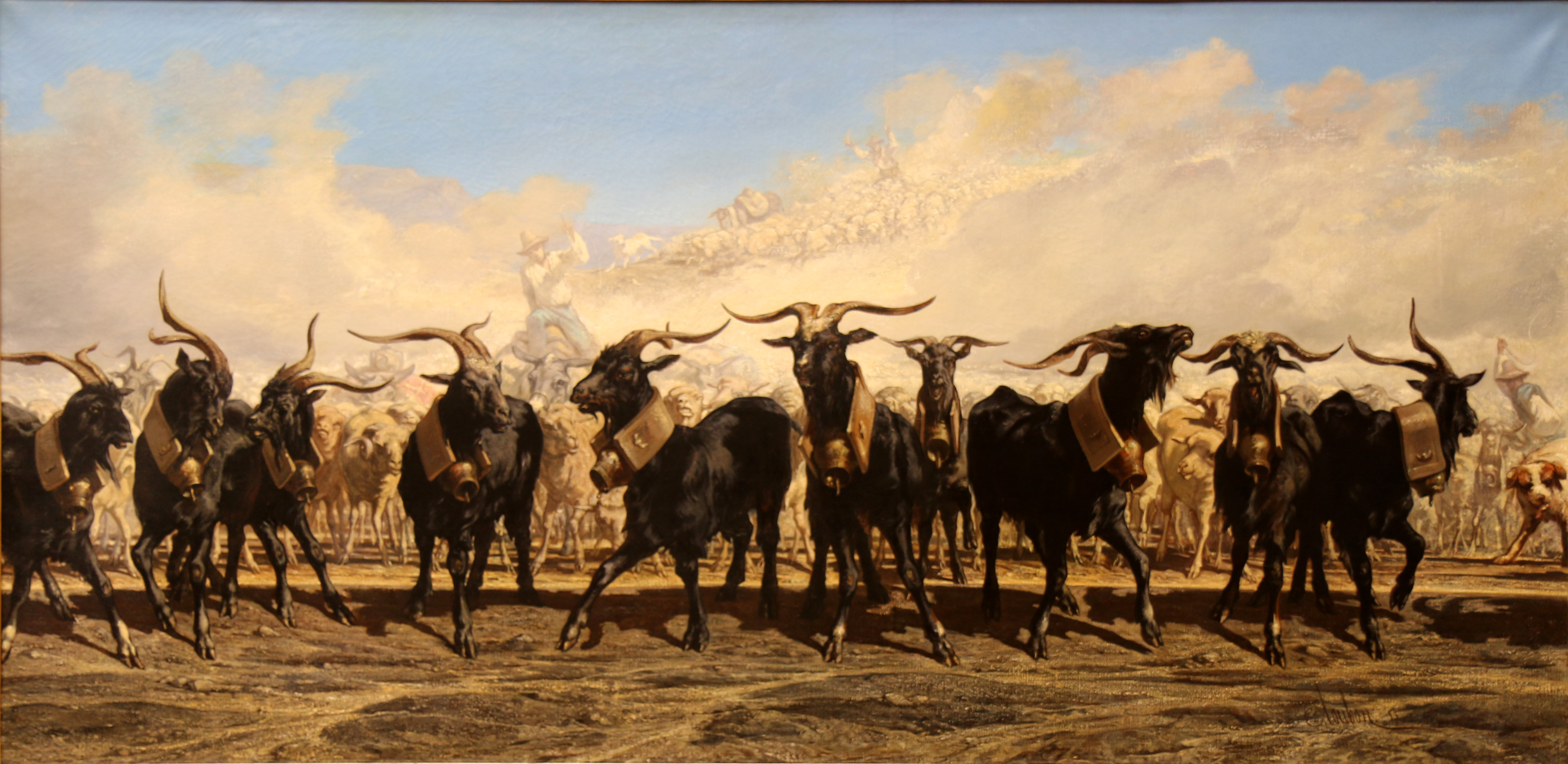
Émile Loubon: Les Menons en tête du troupeau, 1853

- Les Menons en tête du troupeau, Musée Granet, Aix-en-Provence
- Vue d’un aqueduc à Saint Chamas près de l’etang de Berre, Musée des Beaux-Arts, Chambéry
- Jesus et la Samaritaine, Musée Crozatier, Le Puy-en-Velay
- Le charretier, Musée Cantini, Marseille
- En route pour le marche, Musée Cantini, Marseille
- La chaumiere, Musée des Beaux-Arts, Marseille
- La visite a la fiancee, scene de jardin, Musée des Beaux-Arts, Marseille
- Marseille vue des Aygalades, Musée des Beaux-Arts, Marseille
- Rute d’Antibes à Nice, Musée des Beaux-Arts, Marseille
- Alpage et chalets, Musée Grobet-Labadié, Marseille
- Le pont sur la riviere, Musée Grobet-Labadié, Marseille
- Paysage de Haute Montagne, Musée Grobet-Labadié, Marseille
- L’ecurie, Musée Grobet-Labadié, Marseille
- Paysage avec nuages, étude[1], Metropolitan Museum of Art, New York
- Razzia par les chasseurs d’afrique, Musée des Beaux-Arts, Rouen
- Retour de troupeau, Musée d’Art, Toulon